# Тодоровци (Македонска Каменица)
Тодоровци (мкд. Тодоровци) су насеље у Северној Македонији, у источном делу државе. Тодоровци су у саставу општине Македонска Каменица.

## Географија
Тодоровци су смештени у источном делу Северне Македоније. Од најближег града, Делчева, насеље је удаљено 20 km западно.
Насеље Тодоровци се налази у историјској области Пијанец. Насеље се развило у долини реке Брегалнице, на месту где она прави клисуру, па је ту образовано вештачко Калиманско језеро. Јужно од насеља издиже се планина Голак, а северно Осоговске планине. Надморска висина насеља је приближно 550 метара. 
Месна клима је континентална.

## Становништво
Тодоровци су према последњем попису из 2002. године имали 235 становника.
Претежно становништво у насељу су етнички Македонци (100%).
Већинска вероисповест месног становништва је православље.